# Skye Sweetnam
Skye Alexandra Sweetnam (Bolton, 5 mei 1988) is een Canadese singer-songwriter, actrice en regisseur van videoclips.

## Biografie
Skye Sweetnam werd geboren op 5 mei 1988, als dochter van Deirdre en Greg Sweetnam, die haar vernoemden naar het Schotse eiland Skye. Ze groeide op in het stadje Bolton in de Canadese provincie Ontario, met een zus, Aurora, en broer, Cam. Ze begon op jeugdige leeftijd met dansen en zingen en op vijfjarige leeftijd trad ze reeds op voor familie en vrienden.
Sweetnam begon rond het jaar 2000 samen met de lokale producer en multi-instrumentalist James Robertson te werken aan het materiaal, wat later de basis zou vormen van haar album Noise from the basement. Toen de single Billy S. in juli 2003 op de soundtrack van de film How to Deal verscheen, kreeg het al spoedig bekendheid in Canada. Er werden nog twee singles van de debuutplaat uitgegeven, die matig succes hadden in de hitlijsten. In 2004 ging Sweetnam mee als voorprogramma met Britney Spears tijdens haar Ony Hotel Tour door Europa en Noord-Amerika.
Sweetnam maakte hierna televisietunes, voor de shows The Buzz On Maggie, Wayside en Radio Free Roscoe. Ook coverde ze het nummer Part of your world uit De kleine zeemeermin, dat op diverse Disney-cd's verscheen. In 2006 gaf ze Barbie haar zangstem in de film The Barbie Diaries. Vier van haar nummers, Girl most likely to, Note to self, Real life en This is me werden geplaatst op de soundtrack van deze film. In 2007 bracht ze de single Into action uit, waarop ze samenwerkte met Tim Armstrong van Rancid. Het nummer verscheen op Armstrongs soloalbum A poet's life. Hierna speelde ze in het voorprogramma van Kalan Porter, de winnaar van Canadian Idol.

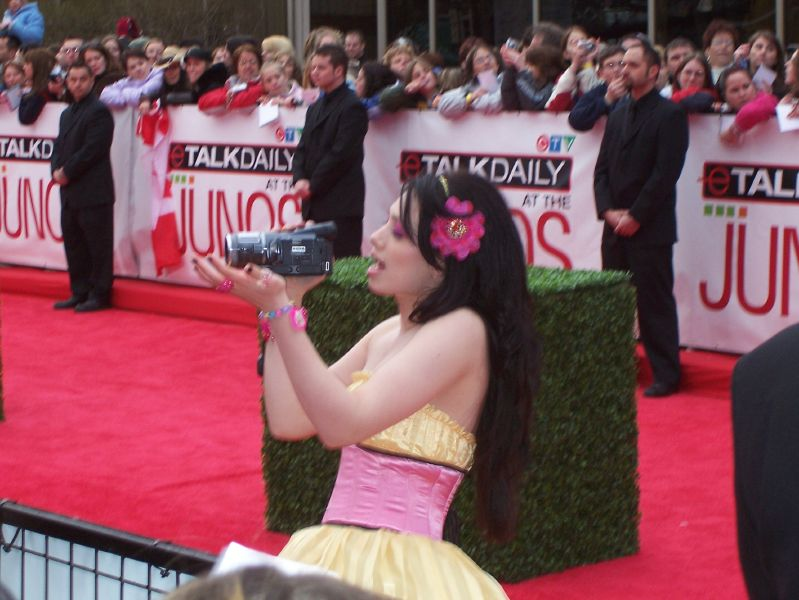
Sweetnam op de Juno Awards in 2006

Op 30 oktober 2007 kwam haar tweede album Sound soldier uit. De eerste single was Human, gevolgd door (Let's get movin') Into action, dat een bewerking was van Into action, haar eerdere samenwerking met Tim Armstrong. Hierna volgenden nog enkele singles, waaronder Music is my boyfriend en Babydoll gone wrong, waarvoor zij zelf de videoclip maakte. Ze nam het nummer Lava rock op voor het Wii-spel Super Monkey Ball: Step & Roll en zong op één nummer van het album The works van Jun Senoue. Ze regisseerde hiernaast videoclips voor het nummer Northern señorita van Leah Daniel en Explode (makes my head) van de band Ashes, waar ze ook twee nummers mee schreef.
In 2009 begon Sweetnam met het werken aan nieuw materiaal. Hiervoor richtte zij de metalband Sumo Cyco op. Sweetnam nam in de band de artiestennaam Sever aan. De viermansband maakte zijn podiumdebuut als voorprogramma voor Hollywood Undead in april 2011 in Toronto. Sumo Cyco heeft inmiddels diverse singles uitgebracht, waaronder Mercy, Limp, Interceptor, Danger, Loos cannon en een cover van Who do you want to be? van Oingo Boingo. Bij ieder nummer dat de band uitbrengt, maakte de band zelf een videoclip, die ze deelt op YouTube.

## Discografie
- Noise from the basement (Capitol Records, 2004)
- Sound soldier (Capitol Records, 2007)

## Filmografie
- Radio Free Roscoe (2004, aflevering: The bad boy) - Sydney DeLuca
- Switched (2004, aflevering: Megan/Skye) - zichzelf
- The Barbie Diaries (2006) - Barbie

- Bibliothèque nationale de France: cb145976719 (data)
- International Standard Name Identifier: 0000 0000 7369 6193
- Library of Congress Control Number: no2005043896
- MusicBrainz: bbfc66fc-713e-424e-b822-051b48aaafed
- Système universitaire de documentation: 084288523
- Virtual International Authority File: 44550175
- WorldCat: E39PBJkhDDkTkv4K4jHTvcyjmd